# Hemieuxoa lepida
Hemieuxoa lepida är en fjärilsart som beskrevs av Márton Hreblay. Hemieuxoa lepida ingår i släktet Hemieuxoa och familjen nattflyn. Inga underarter finns listade i Catalogue of Life.